# The Wallflowers
The Wallflowers is een rockgroep uit Los Angeles.
The Wallflowers werd in 1990 opgericht rondom zanger en songschrijver Jakob Dylan, een zoon van Bob Dylan en Sara Lownds. Verder bestond de band toentertijd uit basgitarist Barrie Maguire, drummer Peter Yanowitz, toetsenist Rami Jaffee, en gitarist Tobi Miller. Hun debuutalbum werd in 1992 uitgebracht door Virgin Records, maar wegens conflicten viel de band uiteen.
Met alleen Jakob Dylan en Rami Jaffee van de originele bezetting en nieuwelingen Michael Ward (gitaar), Mario Calire (drum), en Greg Richling (bas) bracht The Wallflowers in 1996 het album Bringing Down the Horse uit. Voor deze cd en de daarbij behorende single One Headlight ontving de band in 1998 twee Grammy's.
Nadien heeft de band vier albums uitgebracht, waarvan Breach in 2001 een gouden status in Amerika behaalde.
Rami Jaffee verliet de band in 2007. In 2008 verscheen een soloalbum van Jakob Dylan, Seeing Things. In 2010 volgde het soloalbum Women and country. Sindsdien is Dylan zijn eigen touringband begonnen onder de naam Jakob Dylan and The Gold Mountain Rebels.

## Discografie
- The Wallflowers (1992)
- Bringing Down the Horse (1996)
- Breach (2000)
- Red Letter Days (2002)
- Rebel, Sweetheart (Interscope, 2005)
- Glad all over (Columbia, 2012)
- Exit Wounds (New West, 2021)